# Uroplata angulata
Uroplata angulata is een keversoort uit de familie bladkevers (Chrysomelidae). De wetenschappelijke naam van de soort werd in 1787 gepubliceerd door Johann Christian Fabricius.